# 249 p.n.e.
| [ Edytuj tabelę ] |                                                                          |
| Król Baktrii      | - 250 p.n.e. Diodotos I 238 p.n.e.                                       |
| Król Bitynii      | - 250 p.n.e. Ziaelas 229 p.n.e.                                          |
| Król Cyreny       | - 250 p.n.e. Demetriusz Piękny 249 p.n.e.                                |
| Władca Egiptu     | - 285 p.n.e. Ptolemeusz II 246 p.n.e.                                    |
| Król Epiru        | - 255 p.n.e. Pyrrus II 240 p.n.e.                                        |
| Król Ilirii       | - 250 p.n.e. Agron 230 p.n.e.                                            |
| Król Magadhy      | - 273 p.n.e. Aśoka 232 p.n.e.                                            |
| Król Macedonii    | - 277 p.n.e. Antygon II Gonatas 239 p.n.e.                               |
| Władca Pergamonu  | - 262 p.n.e. Eumenes I 241 p.n.e.                                        |
| Król Pontu        | - 256 p.n.e. Mitrydates II 220 p.n.e.                                    |
| Władca Seleucydów | - 261 p.n.e. Antioch II Theos 246 p.n.e.                                 |
| Król Sparty       | - 254 p.n.e. Leonidas II 235 p.n.e. - 275 p.n.e. Eudamidas II 244 p.n.e. |
| Tyran Syrakuz     | - 275 p.n.e. Hieron II 215 p.n.e.                                        |

Rok 249 p.n.e.
stulecia: IV wiek p.n.e. ~
III wiek p.n.e. ~
II wiek p.n.e.

lata: 259 p.n.e. «
253 p.n.e. «
252 p.n.e. «
251 p.n.e. «
250 p.n.e. «
249 p.n.e. »
248 p.n.e. »
247 p.n.e. »
246 p.n.e. »
245 p.n.e. »
239 p.n.e.

## Wydarzenia
- w Koryncie wybuchła rebelia przeciwko królowi Macedonii Antygonowi Gonatasowi (data sporna lub przybliżona)
- zwycięstwo Kartaginy nad Rzymem w bitwie morskiej pod Drepanum
- powstało królestwo partyjskie
- Apollonios z Rodos napisał największy poemat epicki okresu hellenistycznego - Argonautika
- Menethon spisał historię Egiptu